# Skogsbergia hesperidea
Skogsbergia hesperidea is een mosselkreeftjessoort uit de familie van de Cypridinidae. De wetenschappelijke naam van de soort is voor het eerst geldig gepubliceerd in 1906 door Muller.